# Dryobotodes suffusa
Dryobotodes suffusa är en fjärilsart som beskrevs av Tutt 1892. Dryobotodes suffusa ingår i släktet Dryobotodes och familjen nattflyn. Inga underarter finns listade i Catalogue of Life.